# Naturschutzgebiet Gebke-Quellläufe
Das Naturschutzgebiet Gebke-Quellläufe mit einer Flächengröße von 21,55 ha liegt im Arnsberger Wald nordöstlich von Eversberg im Stadtgebiet  von Meschede. Das Gebiet des heutigen Naturschutzgebiet Gebke-Quellläufe wurden 1994 durch den Kreistag des Hochsauerlandkreises mit dem Landschaftsplan Meschede als Naturschutzgebiet (NSG) mit einer Flächengröße von 6,90 ha und Namen Naturschutzgebiet Gebke-Seitenarm ausgewiesen. Bei der Neuaufstellung des Landschaftsplanes Meschede wurden das NSG umbenannt und vielfaches vergrößert.

## Gebietsbeschreibung
Beim NSG handelt es sich um das fingerförmigen Quellgebiet der Gebke im Arnsberger Wald südlich des Warsteiner Kopfes. Die zahlreichen Quellen vereinigen sich hier über Kerbsohltäler, die sich in den tiefgründigen Hanglehm eingeschnitten haben. Sie werden auf größeren Strecken von Roterlensäumen begleitet, die sich 
teilweise auf den nassen Talsohlen zu torfmoosreichen Feuchtwäldern aufweiten. In den trockeneren Abschnitten des südlichen Teilgebietes ragen auch angrenzende Buchenwälder in den Talraum hinein. 
Zu den Fichten im NSG führt der Landschaftsplan auf: „Andererseits wird das Siepensystem durch die angrenzenden Fichtenwälder bedrängt, so dass auch im NSG auf wesentlichen Teilflächen - insbesondere im Umfeld der Quellen -das ökologische Standortpotenzial kaum zur Entfaltung kommt. Das Gebiet ist daher auf großer Fläche Teil eines naturschutz- und baurechtlichen Kompensationskonzepts, das die notwendige Umbestockung dieser Flächen beschleunigen soll. Der gleichzeitig hohe Anteil an gesetzlich geschützten Biotopen im Gebiet (Auwälder, naturnahe Fließgewässer, Erlenbruchwald) zeigt dabei die Entwicklungsrichtung auf.“
Im NSG kommen seltene Tier- und Pflanzenarten vor.

## Schutzzweck
Zum Schutzzweck des NSG führt der Landschaftsplan neben den normalen Schutzzwecken für alle NSG im Landschaftsplangebiet auf: „Erhaltung eines morphologisch auffälligen Quellbachsystems regionaler Bedeutung mit großen Anteilen natürlicher / naturnaher Biotoptypen; Optimierung des Gesamtkomplexes durch Verbund der noch vorhandenen bodenständigen Waldgesellschaften zugunsten des Austauschs darauf angewiesener Tier- und Pflanzenarten; Ergänzung der NSG-Festsetzung 2.1.29 „Aschensiepen“ und benachbarter Entwicklungsfestsetzungen im LP Bestwig, die ebenfalls dem Gewässersystem der Gebke zugutekommen und dabei zugleich das System siedlungs- und straßenfreier Waldtäler in diesem Teil des Arnsberger Waldes vor anthropogenen Veränderungen sichern sollen.“